# Lipicze (wieś w województwie śląskim)
Lipicze – wieś w Polsce położona w województwie śląskim, w powiecie częstochowskim, w gminie Kłomnice.
W latach 1975–1998 miejscowość administracyjnie należała do województwa częstochowskiego.
Na cmentarzu w Kłomnicach znajduje się grób Stanisława i Juliany Ziółkowskich, właścicieli majątku w Lipiczach.